# 国务委员会 (古巴)
国务委员会（西班牙語：Consejo de Estado）是古巴共和国中央政府一个由31名成员组成的国家机构，由最高权力机关全国人民政权代表大会选出。 它有权在全国人民政权代表大会休会期间行使大部分立法权，但须经其批准，并在全国人民政权代表大会两次会议之间召开会议。成员包括古巴国务委员会主席、第一副主席、五位副主席、秘书长和另外27名成员。国务委员会主席、第一副主席、五位副主席和秘书长也是古巴部长会议的成员。
随着2019年宪法修正案的通过，国务委员会主席将国家元首的职权移交给国家主席，国务委员会主席由全国人民政权代表大会主席兼任，亦不再兼任古巴部长会议主席（政府首脑）。